# Ермолов, Сергей Николаевич
Сергей Николаевич Ермолов (1798—1856) — генерал-лейтенант, Тифлисский и Витебский губернатор.

## Биография

### Происхождение
Родился 18 (29) июля 1798 года в семье генерал-майора Николая Алексеевича Ермолова (1756—?) и его жены Александры Петровны (1769—1843). Происходил из древнего рода Ермоловых — от Араслана, мурзы Ермолы, который выехал в Москву в 1506 году к великому князю Василию III из Татарского царства Золотой Орды. Род был записан в 1837 году в VI часть дворянской родословной книги Московской губернии.
Его братья Пётр и Дмитрий стали генерал-майорами. Главнокомандующий в Грузии и член Государственного совета Российской империи Алексей Петрович Ермолов приходился Сергею Николаевичу двоюродным братом.

### Служба
В военную службу вступил в 1815 году колонновожатым в Свите Его Императорского Величества по квартирмейстерской части, в 1817 году, после окончания Училища колонновожатых был произведён в прапорщики и в 1821 году переведён в Гвардейский Генеральный штаб.
С 1822 года находился на Кавказе, где постоянно принимал участие в походах против горцев. В первый же свой год пребывания на Кавказе он отличился против кабардинцев; 23 ноября 1822 года был награждён орденом Св. Анны 3-й степени. В следующем году был в походе в Дагестане. В кампании 1825 года в Чечне был ранен ружейной пулей в правую руку навылет и контужен в правую ногу, за отличие получил чин поручика и орден Св. Владимира 4-й степени с бантом.
С 1826 года Ермолов был в Персидском походе и за отличие под Гянджой был произведён в штабс-капитаны. В следующем году он находился при осаде крепости Аббас-абада. За сражение при Джеван-булаке, в котором была разбита армия Аббас-мирзы, 2 октября он был пожалован золотой шпагой с надписью «За храбрость». Закончил этот год он под Тавризом.
В 1828 году сражался с турками, за отличие при штурме Карса получил чин капитана, затем был в деле под Хертвисом и при штурме Ахалциха. В апреле 1829 года он был командирован во 2-ю армию на Дунайский театр войны. Там он находился при движении главных сил армии от Шумлы к Камчику, участвовал в штурме укреплений возле селения Кюприкиой. По переходе русских войск через Балканы Ермолов был в сражении при Андосе, где была разбита армия Ибрагим-паши. Затем он участвовал в штурме Сливно и занятии Адрианополя. За отличия на Балканах был произведён в полковники.
По возвращении в Россию Ермолов участвовал в усмирении поляков.
С 1832 года он служил в 32-м егерском полку, но в том же году был переведён в 29-й егерский полк, где занял должность командира. По упразднении в 1833 году номерных егерских полков перешёл в Рязанский егерский полк и в том же году был командирован в Образцовый пехотный полк; в 1834 году был назначен командиром Брестского пехотного полка.
По производству в 1839 году в генерал-майоры С. Н. Ермолов получил в командование 1-ю бригаду 6-й пехотной дивизии, с 1842 года командовал 2-й бригадой 5-й пехотной дивизии и с 1845 года — 1-й бригадой 18-й пехотной дивизии.
В 1846 году был зачислен по армии и назначен Грузино-Имеретинским гражданским губернатором, в 1847 году переименован в Тифлисского военного губернатора и управляющего гражданской частью, в 1848 году получил орден Св. Станислава 1-й степени и 26 ноября того же года за беспорочную выслугу был удостоен ордена Св. Георгия 4-й степени (№ 7934 по кавалерскому списку Григоровича — Степанова).
3 октября 1849 года получил назначение на должность Витебского военного и гражданского губернатора. В 1851 году произведён в генерал-лейтенанты и в 1854 году вышел в отставку.
Скончался в Москве 9 (21) июля 1856 года, похоронен на кладбище Покровского монастыря.